# ラルブル・コンペティション

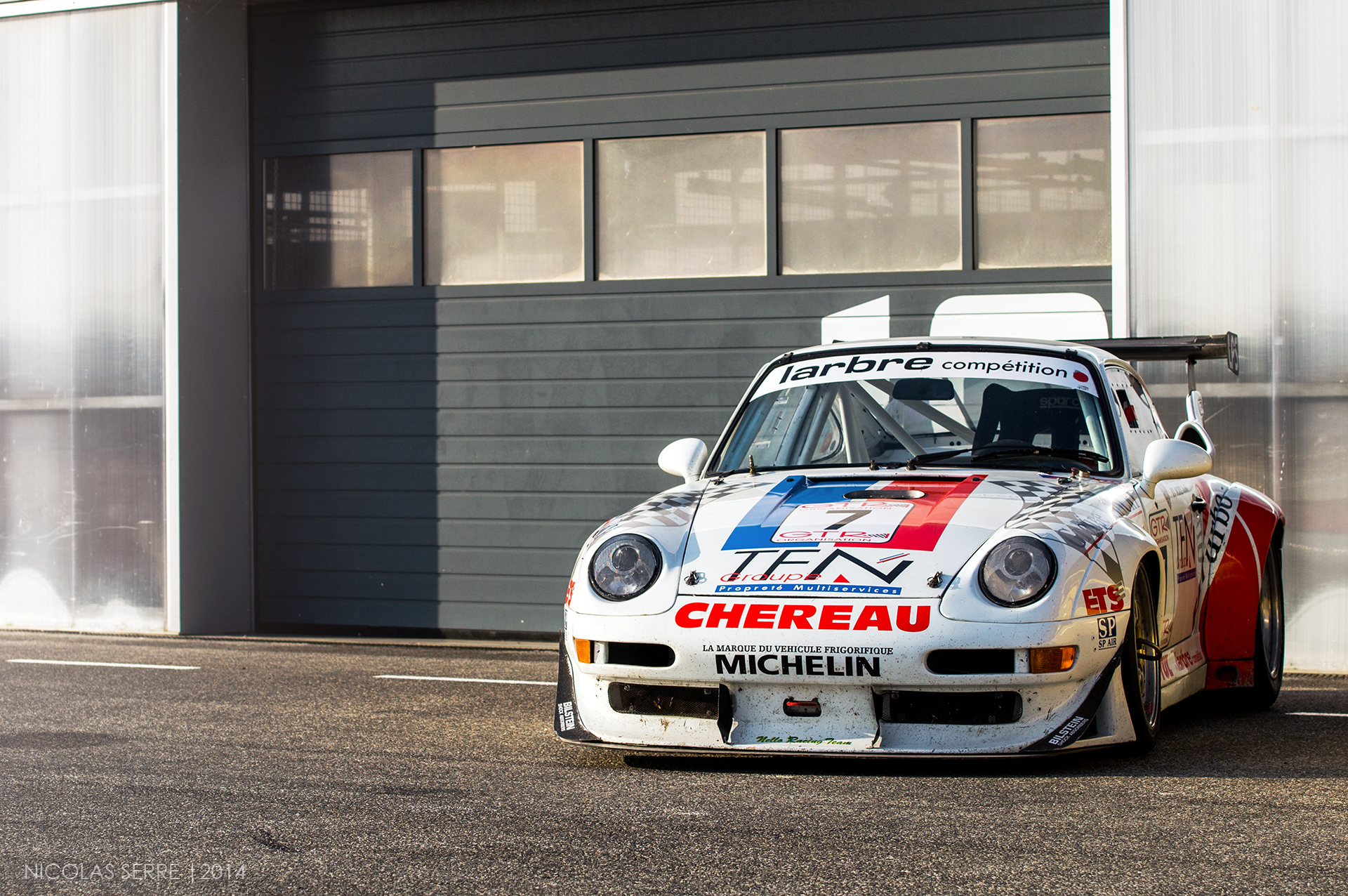
1995年 ポルシェ・911 GT2

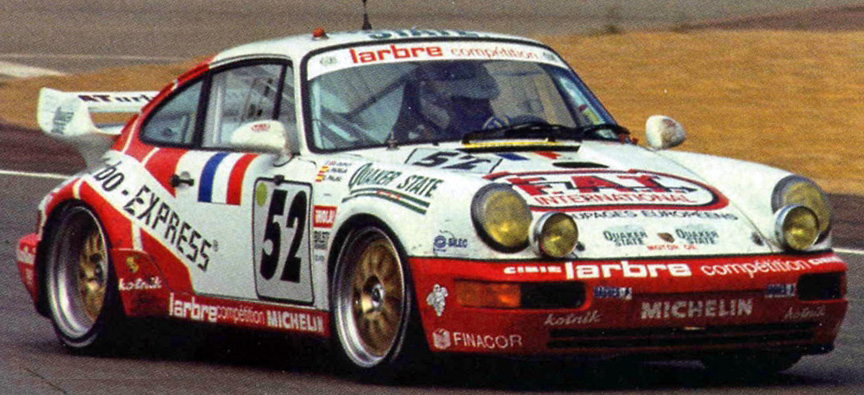
1994年ルマン24時間レース ポルシェ・911カレラRSR

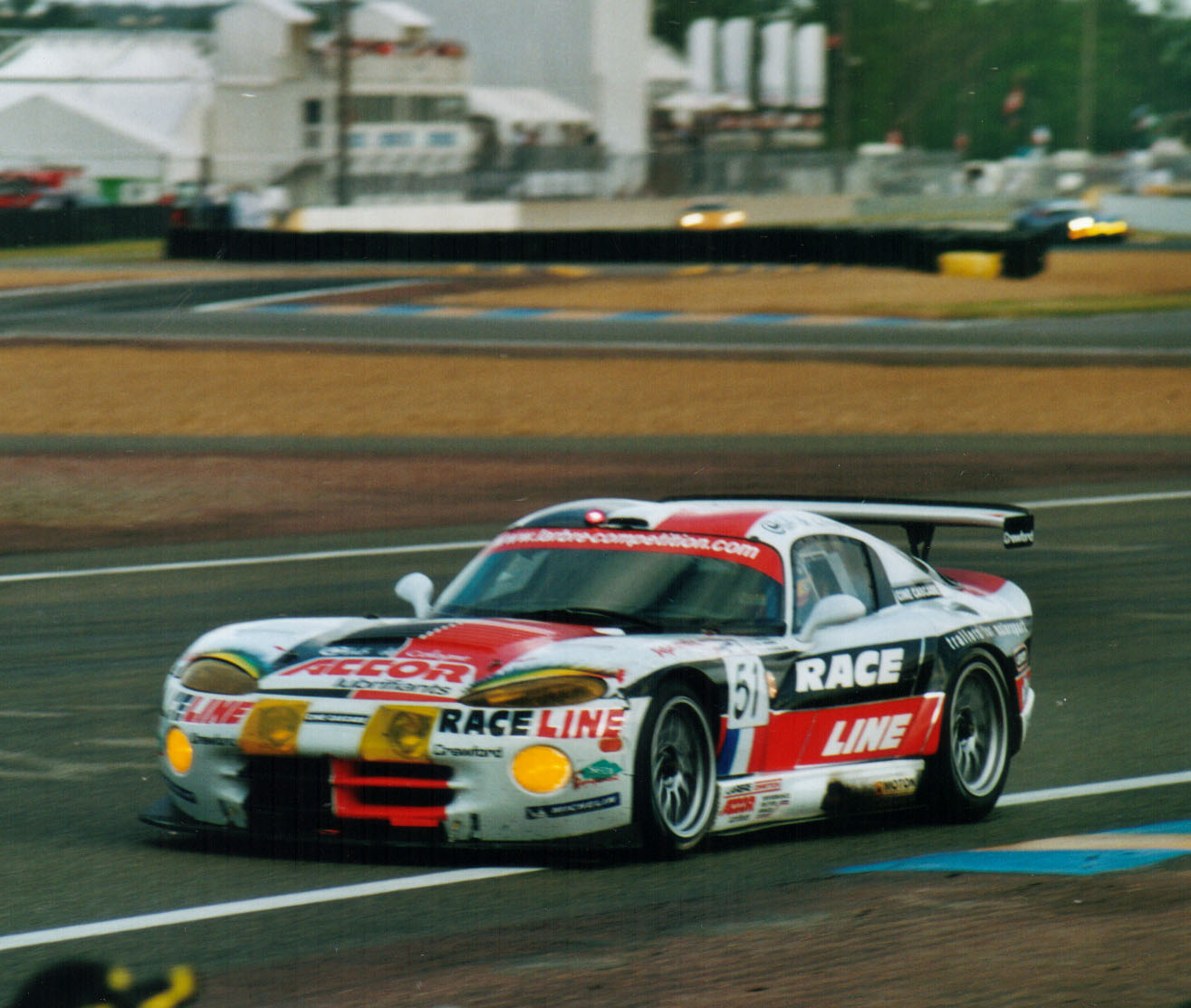
2002年ルマン24時間レース クライスラー・バイパー GTS-R

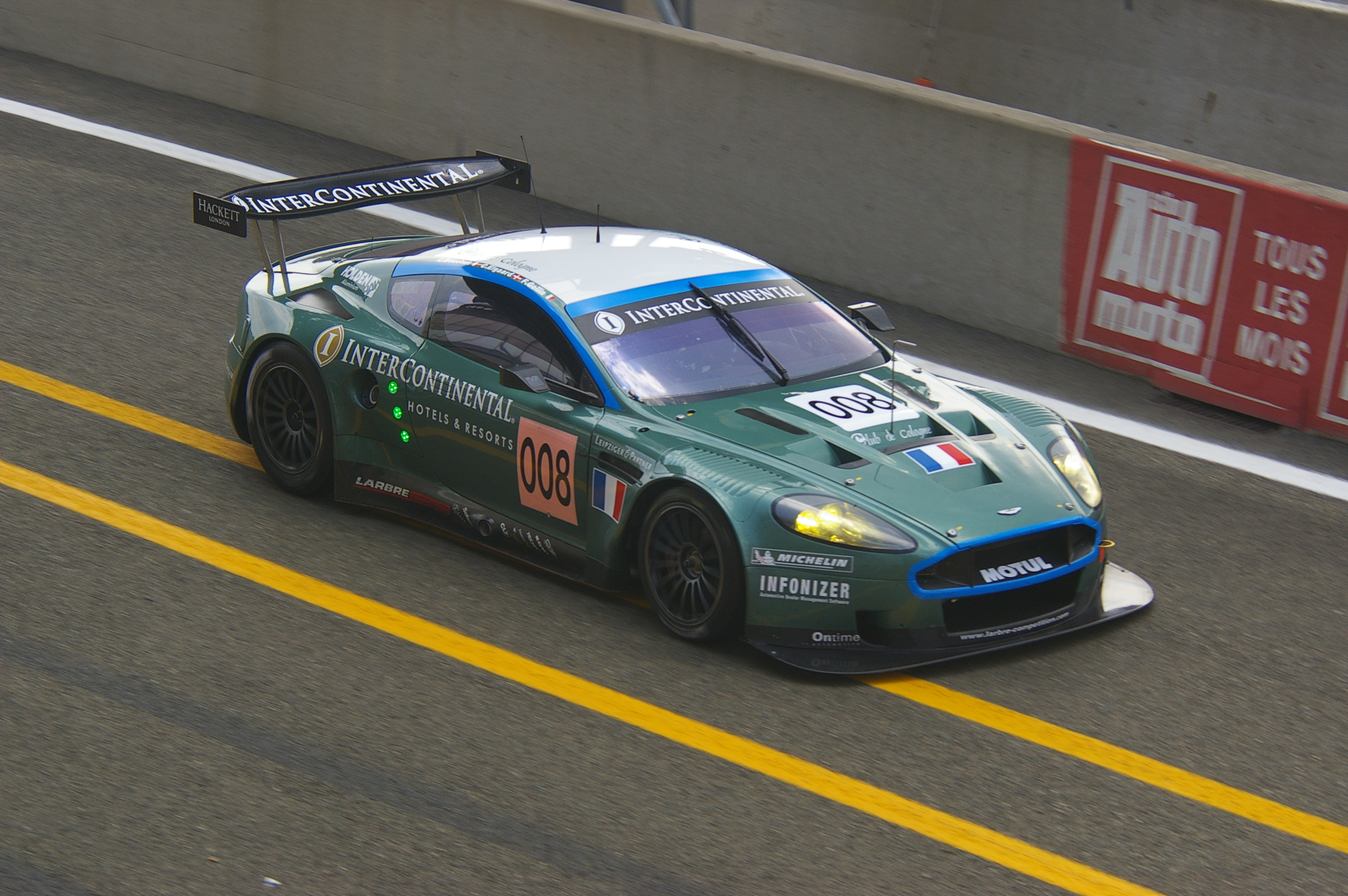
2007年ルマン24時間レース アストンマーティン・DBR9

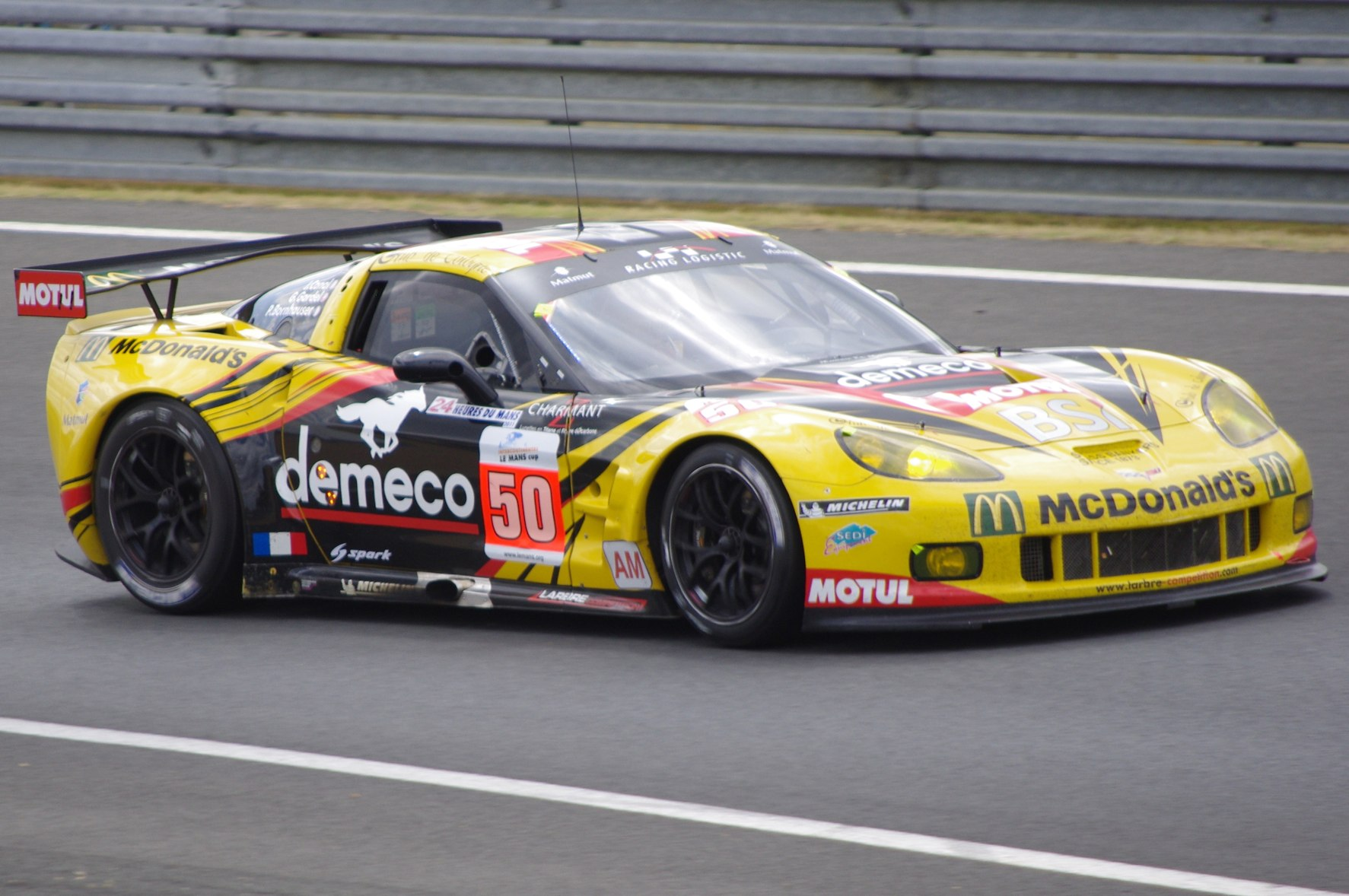
2011年ルマン24時間レース シボレー・コルベット C6.R

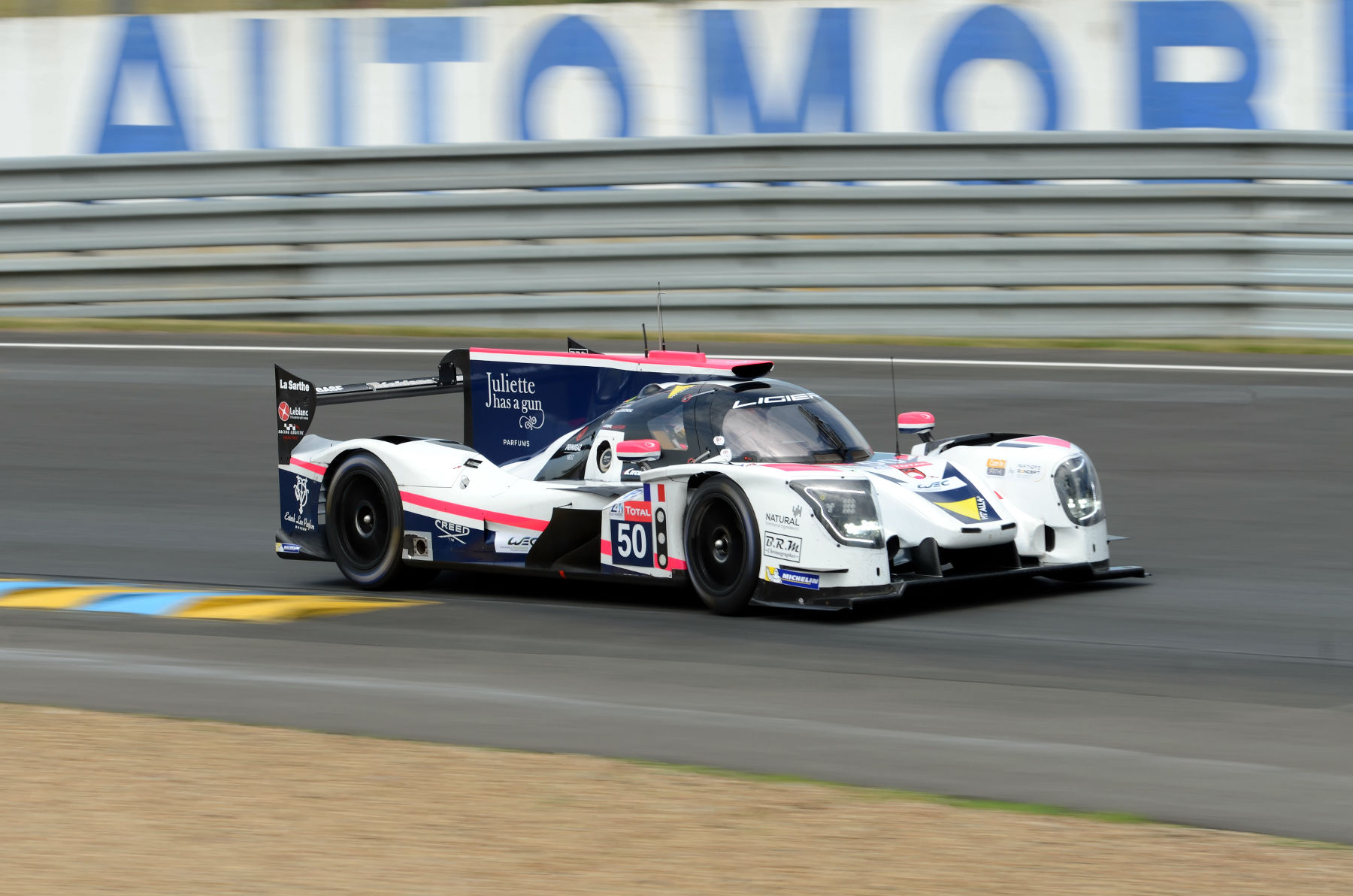
2018ルマン24時間レース リジュ・JS P217

ラルブル・コンペティションは、1988年にジャック・ル・コントによって設立されたフランスのレーシングチーム。

## 略歴
デュ・ヴァル・ド・ヴィエンヌ・サーキットが本拠地で、ラルブルは、ポルシェ・カレラカップ、フランスGT選手権、FIA GT選手権、ル・マン24時間レースで成功を収め、ポルシェ、フェラーリ、クライスラーなどの主要な自動車メーカーと協力していた。
ラルブルは、ルマン24時間レースでポルシェ・911カレラRSRで、1993年GTクラス、94年LMGT2クラスでクラス優勝を果たす。
2001年、クライスラー・バイパー GTS-Rを使用し、FIA GT選手権のGTクラスで4戦で（スパ24時間レースを含む）で優勝してダブルタイトルを獲得した。
2002年、シーズン1勝だったがFIA GT選手権の連覇を果たした。
2006年、ル・マンシリーズのGT1クラスで年間優勝したアストンマーティンのファクトリーチームを運営した。
2008年、ラルブルはサリーン・S7-Rでル・マンシリーズとFFSA GT選手権に参加することを選択した。チームは2009年のLMSシーズン中もGT1 サリーン・S7-Rを継続したが、ACOは2009年のルマン24時間レースへのエントリーを拒否した。
2010年、ラルブルはル・マンシリーズをデビュー10年経ったサリーン・S7-Rで、ドライバーのフェルナンド・リース、ガブリエレ・ガルデル、パトリス・ゲースラールで再び参戦した。 ル・マン24時間レースでは、サリーン・S7-Rで最後のLMGT1クラス優勝を収めた。またル・マンシリーズとインターコンチネンタル・ル・マン・カップの両方で年間クラス優勝した。
2011年、GT1クラスはACO認可レースからは廃止、GT2クラスがLMGTEクラスに発展し最高峰のGTクラスになった。チームはシボレー・コルベットC6.Rでインターコンチネンタル・ル・マン・カップとル・マン24時間レースのLMGTE-Amクラスにエントリーした。チームはコルベットで2011年ルマン24時間レースLMGTE-Amでクラス優勝し、ポルシェ・911 GT3-RSRでも2位になった。彼らはまた、ILMC LMGTE-Aｍクラスチャンピオンを獲得し、LMGTE仕様のコルベットC6.Rでチャンピオンシップを獲得した最初のチームになった。
2012年と2013年、ラルブルは2台のコルベットC6.RでFIA世界耐久選手権(WEC)LMGTE-Amクラスに出場した。12年はル・マン24時間レース クラス優勝、WECもクラス年間優勝した。
2014年、ラルブルはヨーロピアン・ル・マン・シリーズの初戦、シルバーストン4時間に出場し、井原慶子とグスタボ・ヤカマンがモーガンLMP2をドライブした。チームはまた、リッキー・テイラーが加わって、ル・マン24時間レースに出場した（クラス9位、総合14位）。
2015年、ラルブルはシボレー・コルベットC7.RでFIA世界耐久選手権のLMGTE-Amクラス参戦。ドライバーはジャンルカ・ローダ、パオロ・ルベルティ、クリスチャン・ポールセン、ニコライ・シルベスト。（クラス7位）
2016年もコルベットC7.RでFIA世界耐久選手権に参戦。 LMGTE-Amクラスで、ドライバーラインナップは、山岸大、ピエール・ラグ、パオロ・ルベルティ。（クラス5位）
2018-19年シーズン、世界耐久選手権のLMP2クラスにリジェ・JS P217で参戦した。(クラス5位）

## 実績
- ル・マン24時間レース

1993-GTクラス優勝-ポルシェ911カレラRSR
1994-LMGT2クラス優勝-ポルシェ911カレラRSR
2010-LMGT1クラス優勝-サリーンS7-R
2011-LMGTE-Amクラス優勝-シボレーコルベットC6.R
2012-LMGTE-Amクラス優勝-シボレーコルベットC6.R
- FIA GT選手権

2000-N-GTクラスチームチャンピオン-ポルシェ911GT3-R
2001-GTクラスチームチャンピオン-ダッジ・バイパーGTS-R
2002-GTクラスチームチャンピオン-ダッジ・バイパーGTS-R
- スパ24時間レース

2001-総合優勝-ダッジ・バイパーGTS-R
2002-総合優勝-ダッジ・バイパーGTS-R
- ル・マンシリーズ

2004-GTSクラスチームチャンピオン-フェラーリ550-GTSマラネロ
2006-GT1クラスチームチャンピオン-アストンマーティンDBR9
2010-GT1クラスチームチャンピオン-サリーンS7-R
- インターコンチネンタルルマンカップ

2010-GT1クラスチームチャンピオン-サリーンS7-R
2011-LMGTE-Amクラスチャンピオン-シボレーコルベットC6.R
- 鈴鹿1000ｋｍ(BPR GTシリーズ時代)

1994-総合優勝(GT1クラス)-ポルシェ・911ターボS LM-GT